# I’m Through with Love
I’m Through with Love (auch I’m Thru with Love) ist ein Pop-Song, den Fud Livingston, Matty Malneck (Musik) und Gus Kahn (Text) verfassten und 1931 veröffentlichten.
Die Musiker Fud Livingston und Matty Malneck schrieben die Ballade I’m Through with Love mit dem Liedtexter Gus Kahn; es blieb die einzige Kooperation der drei. Der Song wurde zuerst 1931 von Henry Busse and His Orchestra für Victor aufgenommen, im folgenden Jahr von Bing Crosby für Brunswick Records. Bert Ambrose spielte ihn mit seinem Orchester am 15. Juli 1931 in England ein (HMV 6049, Gesang: Sam Browne und Ella Logan). Ein Comeback hatte der Song 1959, als ihn Marilyn Monroe in Manche mögen’s heiß (Some Like It Hot) von Billy Wilder kurz vor Filmschluss interpretierte und damit einen der emotionalen Höhepunkte des Filmes bildete. Auch Nat King Cole, Etta Jones und Lorez Alexandria hatten ihn in dieser Zeit in ihrem Repertoire. Keith Jarrett nahm ihn 1998 auf, erschienen auf The Melody at Night, with You.
Hervorhebenswert sind laut Jazzstandards.com vor allem die Versionen von Bing Crosby, Kurt Elling, Ella Fitzgerald, Diana Krall, Carmen McRae und Dinah Washington.  Verwendung fand der Song auch in dem Woody-Allen-Film Everyone Says I Love You (1996), gesungen von Natalie Portman, Alan Alda, Edward Norton, Goldie Hawn und  Woody Allen selbst, begleitet von Dick Hyman und Studioband.